# Coumba Sow
Coumba Sow (27 augustus 1994) is een voetbalspeelster uit Zwitserland. Ze speelt als middenvelder voor FC Basel in de Super League.

## Clubcarrière
Sow begon op twaalfjarige leeftijd met voetballen in SV Höngg. Na twee jaar maakte ze de overstap naar jeugdopleiding van FC Zürich. In 2015 ging Sow naar de Verenigde Staten om voor het Monroe Community College te gaan studeren. Hier voetbalde ze voor de Oklahamo State Cowgirls voor twee jaar. Na twee wedstrijden liep ze echter een kruisbandblessure op waardoor ze noodgedwongen het hele jaar 2016 buitenspel stond. In 2017 maakte ze haar rentree bij Oklahoma State.
In 2018 keerde Sow terug bij FC Zürich. Tegelijkertijd werkte ze in een dagopvangcentrum. Na een jaar vertrok ze naar het Franse Paris FC. In januari 2023 keerde ze terug naar Zwitserland waar ze voor Servette FC ging spelen om meer speelminuten te kunnen maken om in aanmerking te komen voor het WK 2023. Aan het einde van het seizoen verliet ze de club.
In de voorbereiding op het seizoen 2023/24 voegde Sow zich bij FC Basel. Ze tekende voor drie jaar.

## Statistieken
| Seizoen | Club        | Land        | Competitie          | Wedstrijden | Doelpunten |
| ------- | ----------- | ----------- | ------------------- | ----------- | ---------- |
| 2019/20 | Paris FC    | Frankrijk   | Division 1 Feminine | 10          | 1          |
| 2020/21 | Paris FC    | Frankrijk   | Division 1 Feminine | 16          | 2          |
| 2021/22 | Paris FC    | Frankrijk   | Division 1 Feminine | 14          | 3          |
| 2022/23 | Paris FC    | Frankrijk   | Division 1 Feminine | 11          | 0          |
| 2022/23 | Servette FC | Zwitserland | Super League        | 12          | 6          |
| 2023/24 | FC Basel    | Zwitserland | Super League        | 19          | 3          |
| 2024/25 | FC Basel    | Zwitserland | Super League        | 14          | 6          |
| Totaal  | Totaal      | Totaal      | Totaal              | 96          | 21         |

Laatste update: 6 maart 2025

## Interlandcarrière
Sow maakte haar debuut voor het Zwitserse nationale team op 13 november 2018 in een WK 2019 kwalificatieduel tegen Nederland. Sow werd opgenomen in de Zwitserse selectie voor het EK 2022 in Engeland. Sow was ieder groepsduel basisspeelster en kwam tot scoren in het eerste groepsduel tegen Portugal. Ze werd met haar land uitgeschakeld in de groepsfase. Op het WK 2023 in Australië en Nieuw-Zeeland was Sow opnieuw van de partij en behaalde ze met haar land de achtste finales, waarin Spanje te sterk was.